# Plagius
 Plagius   L'Her. ex DC., 1838 è un genere di piante angiosperme dicotiledoni della famiglia delle Asteraceae, sottofamiglia Asteroideae, tribù Anthemideae (Mediterranean clade) e sottotribù Leucantheminae.

## Etimologia
Il nome del genere deriva dalla parola greca "plagios" che significa "obliquo, trasversale".
Il nome scientifico del genere è stato definito dai botanici Charles Louis L'Héritier de Brutelle (1746-1800) e Augustin Pyramus de Candolle (1778-1841) nella pubblicazione " Prodromus Systematis Naturalis Regni Vegetabilis ... (DC.)" ( Prodr. [A. P. de Candolle] 6: 135) del 1838.

## Descrizione
Portamento. Le specie di questo genere sono delle erbe perenni o delle suffruticose. L'indumento è assente o formato da peli basifissi, talvolta ghiandolari.
Fusto. La parte aerea in genere è eretta, semplice o ramosa. 
Foglie. Le foglie sono disposte in modo alterno con lamina intera e bordi seghettato-dentati. Quelle inferiori sono picciolate; quelle superiori sono progressivamente più ridotte.
Infiorescenza. Le sinflorescenze sono formate da capolini solitari o lassi corimbi. Le infiorescenze vere e proprie sono composte da un capolino terminale peduncolato di tipo discoide. I capolini sono formati da un involucro, con forme da emisferiche/campanulate a meniscoidi, composto da diverse brattee, al cui interno un ricettacolo fa da base ai fiori di due tipi: fiori del raggio (qui assenti) e fiori del disco. Le brattee, piatte, a consistenza erbacea, con margini scariosi chiairi (ialini) o scuri, sono disposte in modo più o meno embricato su più serie (da 3 a 4). Il ricettacolo, da piatto a convesso, è privo di pagliette.
Fiori.  I fiori sono tetra-ciclici (formati cioè da 4 verticilli: calice – corolla – androceo – gineceo) e pentameri (calice e corolla formati da 5 elementi). Si distinguono in:
- fiori del raggio (esterni): sono mancanti;
- fiori del disco (centrali): sono con forme brevemente tubulose (attinomorfe); sono ermafroditi fertili.

- Formula fiorale:

*/x K {\displaystyle \infty }, [C (5), A (5)], G 2 (infero), achenio
- Calice: i sepali del calice sono ridotti ad una coroncina di squame.

- Corolla: (solo fiori del disco) la forma è tubulare bruscamente divaricata in 5 lobi; i lobi, patenti o eretti, hanno una forma deltata o più o meno lanceolata; i colori sono giallo e varietà di giallo.

- Androceo: l'androceo è formato da 5 stami (alternati ai lobi della corolla) sorretti da filamenti generalmente liberi a forma di balaustra; gli stami sono connati e formano un manicotto circondante lo stilo. Le antere possono essere sia di tipo basifissa che medifissa. Il tessuto endoteciale (rivestimento interno dell'antera) non è polarizzato. Il polline è sferico con un diametro medio di circa 25 micron;  è tricolporato (con tre aperture sia di tipo a fessura che tipo isodiametrica o poro) ed è echinato (con punte sporgenti).

- Gineceo: l'ovario è infero uniloculare formato da 2 carpelli. Lo stilo (il recettore del polline) è profondamente bifido (con due stigmi divergenti) e con le linee stigmatiche marginali separate o contigue. I due bracci dello stilo hanno una forma troncata e possono essere papillosi o ricoperti da ciuffi di peli.

Frutti. I frutti sono degli acheni cilindrici lievemente arcuati, con 10 nervature o coste longitudinali e con apice arrotondato e ricoperto a una coroncina di squame (ma spesso la sommità è nuda). Alla base le coste sono fuse in un prominente callo. Nei solchi tra le coste sono presenti dei canali di resina e vari fasci vascolari mucillaginiferi.

## Biologia
Impollinazione: l'impollinazione avviene tramite insetti (impollinazione entomogama tramite farfalle diurne e notturne).

Riproduzione: la fecondazione avviene fondamentalmente tramite l'impollinazione dei fiori (vedi sopra).

Dispersione: i semi (gli acheni) cadendo a terra sono successivamente dispersi soprattutto da insetti tipo formiche (disseminazione mirmecoria). In questo tipo di piante avviene anche un altro tipo di dispersione: zoocoria. Infatti gli uncini delle brattee dell'involucro (se presenti) si agganciano ai peli degli animali di passaggio disperdendo così anche su lunghe distanze i semi della pianta. Inoltre per merito del pappo (se presente) il vento può trasportare i semi anche a distanza di alcuni chilometri (disseminazione anemocora).

## Distribuzione e habitat
Le specie di questo genere sono distribuite in Africa mediterranea occidentale, Sardegna e Corsica.

## Sistematica
La famiglia di appartenenza di questa voce (Asteraceae o Compositae, nomen conservandum) probabilmente originaria del Sud America, è la più numerosa del mondo vegetale, comprende oltre 23.000 specie distribuite su 1.535 generi, oppure 22.750 specie e 1.530 generi secondo altre fonti (una delle checklist più aggiornata elenca fino a 1.679 generi). La famiglia attualmente (2021) è divisa in 16 sottofamiglie; la sottofamiglia Asteroideae è una di queste e rappresenta l'evoluzione più recente di tutta la famiglia.

### Filogenesi
Il gruppo di questa voce è descritto nella tribù Anthemideae, una delle 21 tribù della sottofamiglia Asteroideae). In base alle ultime ricerche nella tribù sono stati individuati (provvisoriamente) 4 principali lignaggi (o cladi): "Southern hemisphere grade", "Asian-southern African grade", "Eurasian grade" e "Mediterranean clade". Il genere  Plagius  (insieme alla sottotribù Leucantheminae ) è incluso nel Mediterranean clade..
I caratteri distintivi del genere sono:
- i fiori del raggio sono mancanti;
- queste piante possono arrivare fino a 1 metro di altezza;
- la parte inferiore delle coste degli acheni è fusa in un callo.

Il numero cromosomico delle specie di questo genere è: 2n = 18 (poliploide).
In base all'"orologio molecolare", questo genere ha iniziato a divergere circa 3,8 milioni di anni fa.

### Elenco delle specie
Questo genere ha 3 specie:
- Plagius flosculosus (L.) Alavi & Heywood
- Plagius grandis  (L.) Alavi & Heywood
- Plagius maghrebinus  Vogt & Greuter

### Specie spontanee italiane
Elenco delle specie di Plagius presenti in Italia:
- Plagius flosculosus (L.) Alavi & Heywood - Margherita senza raggi: l'altezza massima della pianta è di 3 - 10 dm; il ciclo biologico è perenne; la forma biologica è camefita suffruticosa (Ch suffr); il tipo corologico è Endemico; l'habitat tipico sono le stazioni umide e riparate dal vento; è una specie comune solamente in Sardegna e si trova fino ad una quota di 600 m s.l.m..